# Due Carrare
Due Carrare är en ort och kommun i provinsen Padova i regionen Veneto i Italien. Kommunen hade 9 057 invånare (2018).